# EDEN no SONO Live at YOKOHAMA ARENA 2019.12.08
『エデンの園』（エデンのその）は、日本のロックバンド・Mrs. GREEN APPLEが2019年12月から2020年2月に開催したアリーナツアー。
『EDEN no SONO Live at YOKOHAMA ARENA 2019.12.08』は2019年12月8日の横浜アリーナ公演を完全収録した、2020年7月8日にユニバーサルミュージック内のレーベル・EMI Recordsより発売された3作目の映像作品。

## 概要
2019年9月25日、12月から行われるツアーのタイトルが「Mrs. GREEN APPLE ARENA TOUR / エデンの園」であると発表された。バンドとして初の東名阪アリーナツアーで、3都市4公演での開催が予定された。
10月28日、追加公演として大阪城ホールでの1公演と、国立競技場 第一体育館での2公演の追加公演が発表された。これにより、本ツアーは4都市7公演開催されることとなった。
開催前から「Mrs. GREEN APPLEの第一章完結」と謳っており、当ツアーはインディーズ盤から同年10月発売の4thフルアルバム『Attitude』までを網羅した、集大成のセットリストになっていた。
2020年7月8日、同ライブの映像作品が発売された。同日に「フェーズ1完結」を宣言し事務所独立、活動を休止した。よってこのツアーが休止前最後、事実上5人体制最後のツアーとなった。

## ツアー日程
| 公演日 | 公演日  | 公演日 | 都市         | 会場                  |
| 年     | 月日    | 曜日   | 都市         | 会場                  |
| ------ | ------- | ------ | ------------ | --------------------- |
| 2019年 | 12月7日 | 土曜   | 神奈川横浜市 | 横浜アリーナ          |
| 2019年 | 12月8日 | 日曜   | 神奈川横浜市 | 横浜アリーナ          |
| 2020年 | 1月23日 | 木曜   | 愛知県       | ドルフィンズアリーナ  |
| 2020年 | 2月10日 | 月曜   | 大阪府       | 大阪城ホール          |
| 2020年 | 2月11日 | 火曜   | 大阪府       | 大阪城ホール          |
| 2020年 | 2月15日 | 月曜   | 東京都       | 国立競技場 第一体育館 |
| 2020年 | 2月16日 | 火曜   | 東京都       | 国立競技場 第一体育館 |

## リリース
本作は、通常盤と「初回限定盤」の全2形態でリリースされた。「初回限定盤」は、オリジナルスリーブ付き特殊パッケージの他、PHOTO BOOKが同梱された。また、全形態共通で、公演映像に加え、ライブドキュメンタリー映像「Mrs. GREEN APPLE ARENA TOUR /  The Documentary of “EDEN no SONO“」が収録された。
| 形態       | 規格      | 規格品番     | 備考                                                                     |
| ---------- | --------- | ------------ | ------------------------------------------------------------------------ |
| 通常盤     | Blu-ray   | UPXH-20093   | -                                                                        |
| 通常盤     | DVD       | UPBH-20265/6 | -                                                                        |
| 初回限定盤 | Blu-ray   | UPXH-29036   | GOODS - オリジナルスリーブ付き豪華特殊パッケージ - カラー40PのPHOTO BOOK |
| 初回限定盤 | DVD+GOODS | UPBH-29089   | GOODS - オリジナルスリーブ付き豪華特殊パッケージ - カラー40PのPHOTO BOOK |

## 収録映像曲
本編
1. インフェルノ
2. 藍(あお)
3. WaLL FloWeR
4. VIP
5. アンゼンパイ
6. ProPose
7. Soup
8. 愛情と矛先
9. Viking
10. クダリ
11. REVERSE
12. ア・プリオリ
13. ナニヲナニヲ
14. Ke-Mo Sah-Bee
15. 僕のこと
16. StaRt
17. WanteD! WanteD!
18. 青と夏
19. CHEERS
20. lovin’
21. Folktale
22. Circle (アンコール)
23. 我逢人 (アンコール)

特典映像
1. Mrs. GREEN APPLE ARENA TOUR / The Documentary of “EDEN no SONO”